# 토레 라이즈
토레 라이즈(Torre Rise)는 멕시코 몬테레이에 공사중인 마천루이다. 완공된다면 라틴 아메리카에서 가장 높은 건물이 된다.